# صفوان الداودي
صفوان داودي (1380هـ/ 1960م)
باحث أصولي ، ومقرئ ومحقق سوري، وحافظ وفقيه ومصنِّف، على مَكِنَة من علوم العربية والحديث.

## ميلاده ونشأته
ولد صفوان بن عدنان بن هاشم بن محمد علي داودي  سنة (1380هـ/ 1960م) في حي القنوات بدمشق، وابتدأ طلب العلم صغيرًا في حلقات جامع زيد بن ثابت الأنصاري، وفيه حفظ كتاب الله وجوَّده، مع حفظ الجزرية ودراسة شرحها، وتحصيل الفقه والتفسير والحديث واللغة، واستظهار كثيرٍ من منظومات العلوم.
انتسب إلى كلية الاقتصاد بجامعة دمشق، واضطُرَّ إلى الانقطاع عنها والسفر إلى المدينة المنورة سنة 1401هـ / 1980م وما تزال إقامتُه فيها إلى اليوم.
وقد درس علوم الشريعة الإسلامية في جامعة مراد آباد في الهند، وحصل على شهادتي الماجستير والدكتوراه من الجامعة الأمريكية المفتوحة بواشنطن، الأولى عن بحثه (أصول الفقه قبل عصر التدوين) بإشراف د. مصطفى الخن، ومناقشة محمد المختار الشنقيطي، ود. زهير بن ناصر الناصر. والأخرى عن دراسته (قواعد أصول الفقه وتطبيقاتها) سنة 1424هـ، بإشراف د. الخن أيضًا، ومناقشة الشيخ الشنقيطي، والشيخ د. محمد أديب الصالح.
وجمع القراءات الصغرى والكبرى على مشايخ الشام في أثناء زياراتهم للمدينة المنورة.
فقرأ على الشيخ محمد طه سكر القراءات العشر من طريقي الشاطبية والدرَّة، وقرأها على الشيخ محمد السيد إسماعيل العربيني من طريق الطيِّبة.
ودرس التجويد وشرح المقدمة الجزرية على الشيخ أبي الحسن محيي الدين الكردي، والشيخ محمد بشير قسومة.

## شيوخه
تخرج بعدد كبير من الشيوخ في الشام والمدينة والهند، من أهمهم:
نايف العباس، وعبد القادر بركة، وعبد الرحمن النعسان، ومحمود الرنكوسي، ومحمد محمود بن زيدان الشنقيطي مفتي الشناقطة في المدينة، وأحمدُّ (بضم الدال المشددة) بن محمد حامد الشنقيطي.
وقرأ كتب الحديث والسنَّة على عدد من العلماء المحدِّثين، منهم:
محمد عبد الله بن آدُّو الشنقيطي، قرأ عليه الكتب الستة وأجازه بها. ومحمد عاشق إلهي البرني، قرأ عليه الموطأ.
وارتحل إلى الهند وقرأ على علمائها في كلٍّ من مراد آباد، وديوبند، وسهارنفور، منهم:
عبد الحق الأعظمي، شيخ الحديث بجامعة دار العلوم ديوبند، قرأ عليه صحيح البخاري. ومحمد يونس جونفوري، شيخ الحديث بجامعة مظاهر العلوم في سهارنفور، قرأ عليه صحيح مسلم وغيره. ومحمد صدِّيق، شيخ الحديث في جامعة خير المدارس بملتان، قرأ عليه صحيح البخاري وسنن النسائي وأبي داود وابن ماجه وغيرها. وعبد المجيد الملتاني، شيخ الحديث بجامعة باب العلوم بملتان، قرأ عليه الشمائل المحمدية للترمذي وقسمًا من سنن الترمذي.
وهو منقطع للتدريس والإقراء في الحرم المدني الشريف، وتخرج به عدد من المشايخ في القرآن والقراءات والفقه والأصول والحديث واللغة.

## نتاجه العلمي
بلغ نتاجه العلميُّ زهاء عشرين كتابًا بين تأليف وتحقيق.

### في التفسير وعلوم القرآن:
1. (مفردات ألفاظ القرآن الكريم) للراغب الأصفهاني.
2. (الوجيز في تفسير الكتاب العزيز) للواحدي.
3. (المدخل لعلم تفسير كتاب الله) للحدَّادي.
4. (وَضَح البرهان في مشكلات القرآن) لبيان الحق الغزنوي.
5. (غُرَر التبيان في مبهمات القرآن) لابن جَماعة الكِناني.

### في أصول الفقه:
1. (قواعد أصول الفقه وتطبيقاتها) في مجلدين.
2. (اللباب في أصول الفقه).
3. (أصول الفقه قبل عصر التدوين).
4. (مفتاح الأصول في علم الأصول).

### في الحديث الشريف:
1. (الموطأ للإمام مالك) رواية محمد بن الحسن الشيباني.
2. (حواشٍ على الموطَّأ للإمام مالك برواية يحيى بن يحيى الليثي).
3. (حواشٍ على صحيح الإمام مسلم).
4. (حواشٍ على سنن الترمذي) الثلاثة الأخيرة في قيد النشر.

### في التوحيد:
1. (عقيدة أهل السنَّة والجماعة).

### في التجويد:
1. (منظومة الجوهرة في رواية حفص عن عاصم من طريق طيِّبة النشر).
2. (شرح منظومة الجوهرة).
3. (أصول رواية شعبة).
4. (قواعد التجويد).

### في علوم العربية:
1. (الغريب المصنَّف) لأبي عبيد القاسم بن سلام، في مجلدين.
2. ضبط وتعليق على (بناء الأفعال في الصَّرف) للدنقزي.
3. ضبط وتعليق على (تصريف العزِّي) للزَّنجاني.
4. (تحقيق تيسير البلاغة) للشيخ أحمد القلاش.

### في التاريخ:
1. (الحجُرات الشريفة سيرةً وتاريخًا).
2. (المغانم المُطابة في معالم طابة) للفيروزآبادي، في أربعة مجلدات، بالاشتراك.
3. (التحفة اللطيفة في تاريخ المدينة الشريفة) للسَّخاوي، في خمسة مجلدات، بالاشتراك.

### في السير والتراجم:
1. (معجم الشيوخ) تراجم شيوخه من كبار علماء القرنين الرابع عشر والخامس عشر هجريًّا.
2. (أبيُّ بن كعب رضي الله عنه)، ضمن سلسلة أعلام المسلمين.
3. (زيد بن ثابت رضي الله عنه)، ضمن سلسلة أعلام المسلمين.

## الملاحظات
1. ↑  يُنطَق اسم العائلة بِواوَين: "داوُودي" ويُكتَب بِواوٍ واحدة.